# De karper
De karper is een hoorspel van Rhys Adrian. The Bridge werd op 19 juli 1961 door de BBC en op 6 april 1962 door Radio Bremen onder de titel Der Karpfen uitgezonden. De TROS zond het uit op zaterdag 30 mei 1981 (met een herhaling op dinsdag 30 augustus 1983). Hans Karsenbarg zorgde voor de vertaling en de regie. Het hoorspel duurde 36 minuten.

## Rolbezetting
- Hans Veerman (man)
- Tonny Huurdeman (vrouw)
- Trudy Libosan (jongen)
- John Leddy (boer)

## Inhoud
Een Engelse doorsnee familie maakt al jaren hetzelfde bescheiden zondagse uitstapje naar de weide van een boer. Hun huwelijk wordt alleen nog door de conventie in stand gehouden. Ze ergeren zich over de bijen, over elkaar, prijzen de stilte en de rust, herinneren zich de gelukkige tijden toen ze elkaar nog beminden, houden monologen over de ouder geworden partner, die ze met het nuchtere oog van een vreemde bekijken. Bovendien voeden ze hun zoon op: ze geven hem "adviezen voor het leven", opdat hij ook huis en haard zou kunnen hebben, "waar harmonie en genegenheid heersen"…